# Posten (Orientierungslauf)

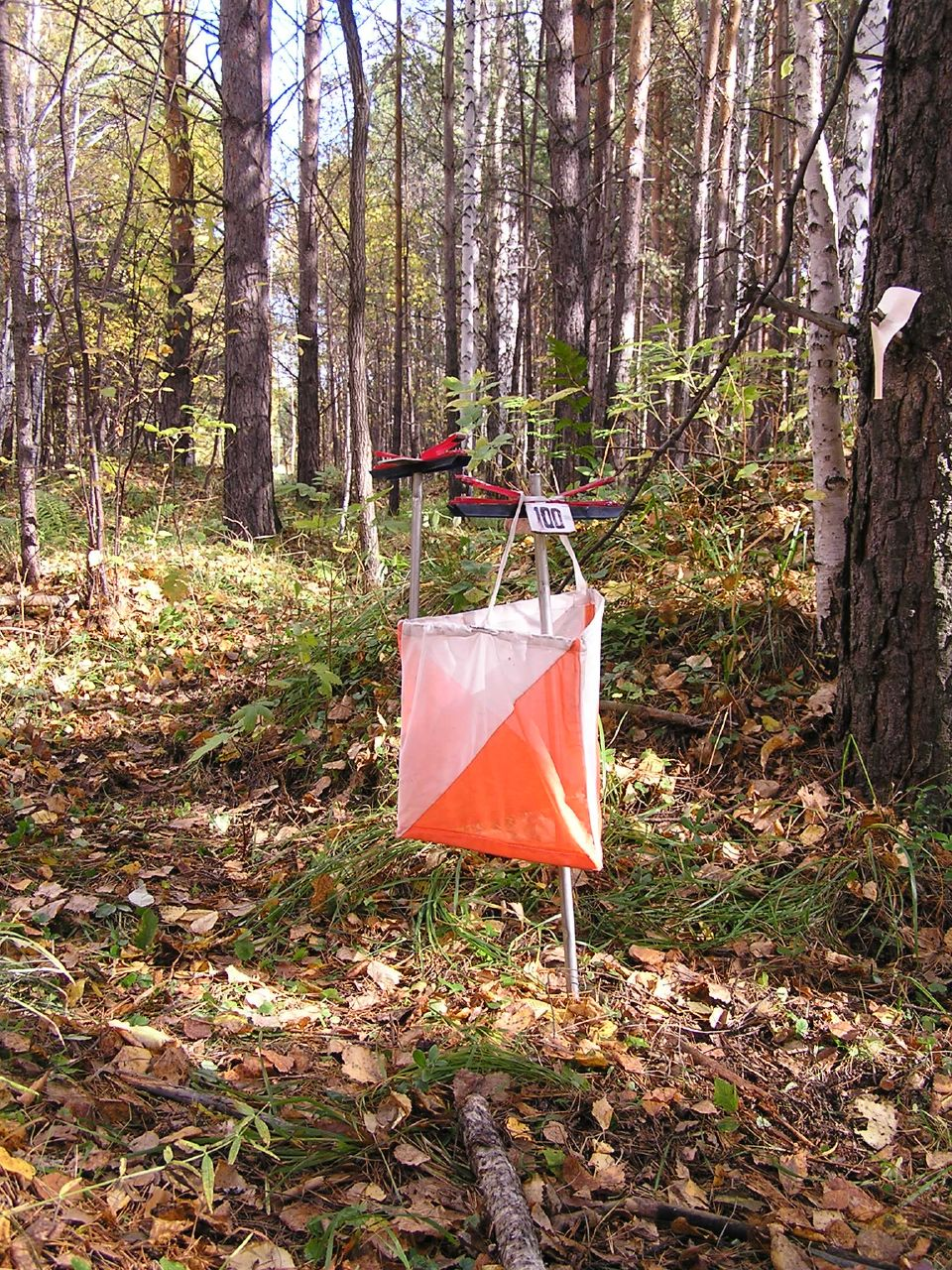
Ein Posten

Als Posten oder Kontrollposten werden im Orientierungslauf die Kontrollpunkte bezeichnet, die der Läufer meist in vorgeschriebener Reihenfolge passieren muss.
Posten bestehen im Wesentlichen aus einer bunten Markierung, dem sogenannten Postenschirm und einem Postenkontrollsystem, also einer Vorrichtung mit deren Hilfe der Läufer das korrekte Passieren des Postens bestätigt. Heute handelt es sich dabei meist um elektronische Systeme, die einen vom Läufer getragenen Speicherchip elektronisch markieren.
Der meist aus Kunststoff gefertigte Postenschirm besteht nach der Norm der International Orienteering Federation aus drei aneinandergefügten Quadraten mit einer Seitenlänge von etwa 30 × 30 Zentimetern, die jeweils diagonal geteilt zur Hälfte weiß und orange gefärbt sind. Ein stilisierter Postenschirm gilt international als Symbol des Orientierungslaufs.
Der Postenschirm ist meist an einer Holz- oder Metallstange befestigt, die auch die Kontrollvorrichtung trägt. Posten, die von vielen Läufern angelaufen werden, tragen oft mehrere solche Vorrichtungen, um Wartezeiten beim Abstempeln und damit Ergebnisverfälschungen zu verhindern. Deutlich sichtbar ist am Posten auch eine Kontrollnummer angebracht, mit deren Hilfe der Läufer sicherstellen kann, am richtigen Kontrollpunkt zu sein, da das Stempeln des falschen Punktes zu Disqualifikation führen würde. Dies ist insbesondere bei größeren Wettkämpfen mit vielen verschiedenen Bahnen von Bedeutung. Befinden sich Posten an diebstahlsgefährdeten Orten, beispielsweise an frequentierten Wanderwegen, so müssen sie bewacht werden. Zuweilen sind manche Posten mit zusätzlicher Infrastruktur, etwa Getränken (Verpflegungsposten) oder Erste-Hilfe-Einrichtungen (Sanitätsposten) ausgestattet. Gut einsehbare Posten in der Nähe des Zielgeländes werden als Zuschauerposten bezeichnet.
Posten müssen sich an Objekten befinden, die in der Karte eingetragen sind. Der genaue Standort des Postens an diesem Objekt wird in der Postenbeschreibung spezifiziert.
Für Trainingszwecke werden oft nur Postenschirme oder andere kleinere Markierungen verwendet. Werden in einem Laufgebiet solche Markierungen dauerhaft angebracht, um eine permanente Trainingsmöglichkeit zu bieten, so spricht man von einem Fixpostennetz. In Schweden etwa gibt es über 500 solcher öffentlicher Fixpostennetze.

## Galerie

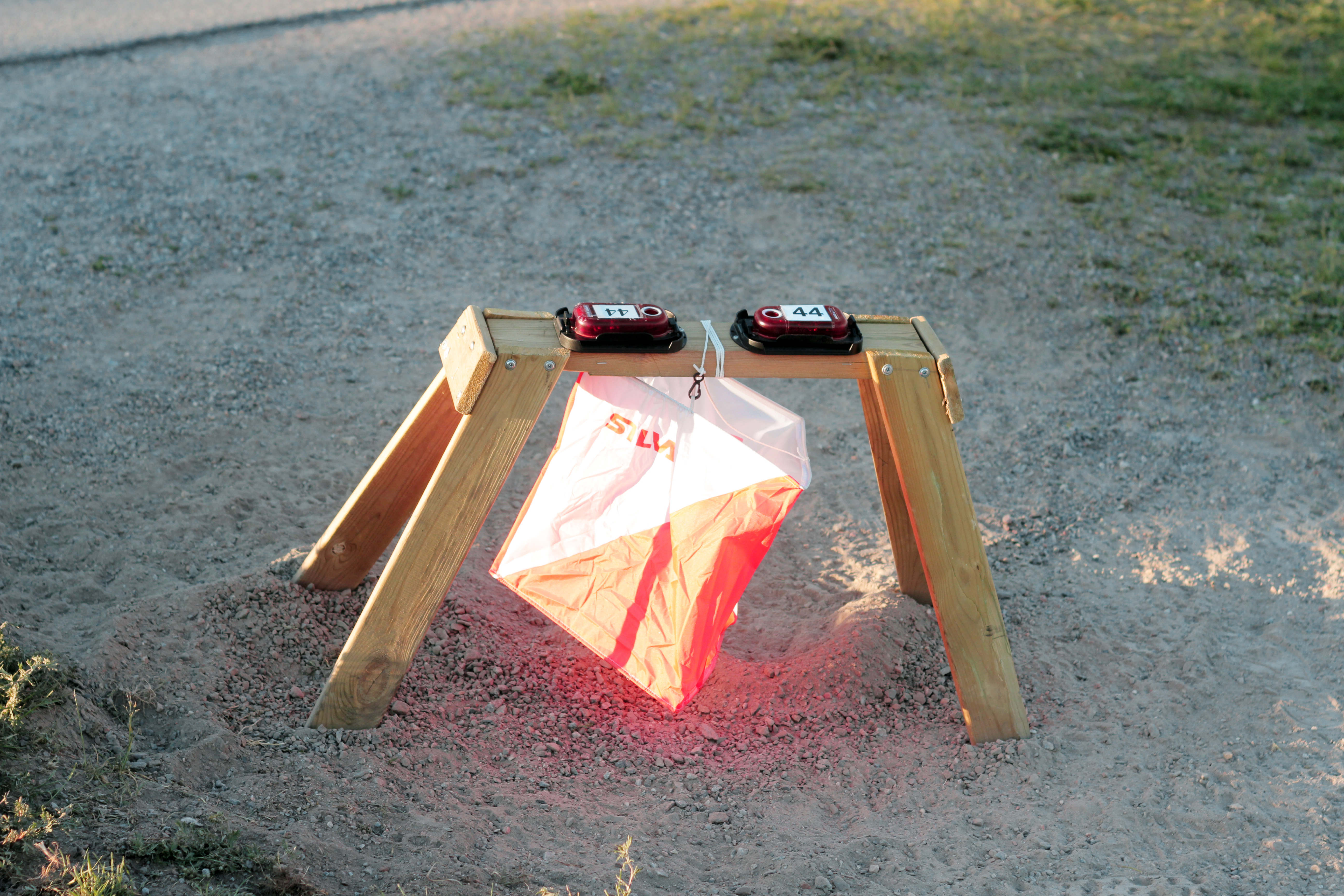
Posten eines Stadtlaufs in Schweden
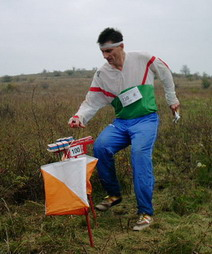
Läufer an einem Posten
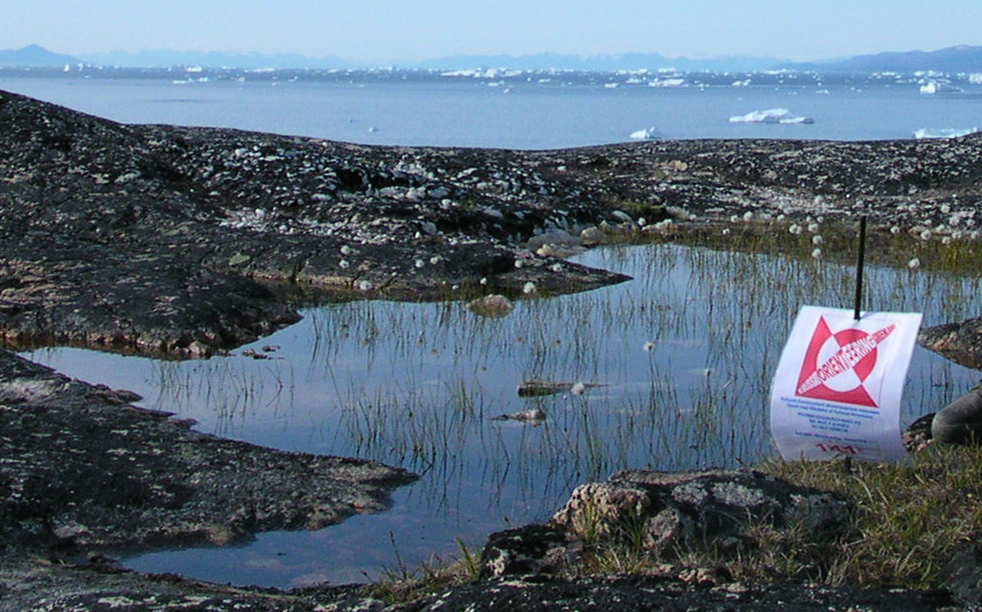
Trainingsposten in Ilulissat, Grönland
Ein stilisierter Postenschirm wird international als Symbol für Orientierungslauf verwendet